# Огородный переулок (Санкт-Петербург)
Ого́родный переулок — переулок в Кировском районе Санкт-Петербурга. Проходит от проспекта Стачек за улицу Маршала Говорова. Муниципальный округ Нарвский.

## Название
Название известно с 1896 года. Получил своё название от огородов Санкт-Петербургского гарнизона, которые в конце XIX века находились вблизи Путиловского завода. Переулок отходил на восток от Петергофской дороги. В 1950-е годы участок переулка, который выходил к Балтийской железнодорожной линии, был закрыт. Также название связывают с именем Абрама Михайловича Ушакова, чьи парники, теплицы, огороды располагались примерно в этих местах.

## Пересечения
- улица Маршала Говорова
- проспект Стачек

## Транспорт
Вблизи улицы находятся станции метро  «Кировский завод»,  «Нарвская».

По улице Маршала Говорова проходят трамвайные маршруты 36, 41.

По проспекту Стачек проходят автобусные маршруты № 2, 66, 73; троллейбусный маршрут № 20.

## Достопримечательности, здания, сооружения
- дом 1 — жилой дом, годы постройки 1925—1928, стиль — конструктивизм, архитекторы Гегелло А. И., Никольский А. С., Симонов Г. А.
- дом 2 — жилой дом, 1954 г. стиль — сталинский неоклассицизм.
- дом 3 — детский сад № 49; жилой дом, стиль — сталинский неоклассицизм.
- дом 4, корпус 2 — приют для девочек-сирот; Филиал стоматологической поликлиники № 10.
- дом 5 — жилой дом, 1955—1958 гг., стиль — сталинский неоклассицизм.
- дом 9 — школа среднего общего образования № 388. 1936—1939 гг., архитекторы Асс Л. Е., Гинцберг А. С., стиль — сталинский неоклассицизм. (проект Объединённой мастерской Ленпроекта, руководитель группы Мунц В. О.)
- дом 10 — ГУ МВД России по Санкт-Петербургу и Ленинградской области следственное управление по Кировскому району, жилой дом, 1955 г.
- дом 11 — жилой дом, предп. 1950-е г.
- дом 15 — Отделение Пенсионного фонда Кировского района, ранее детский сад.
- дом 21 - Офисное здание, ранее жилой дом. Примерно 1908 г. постройки